# Ludwik Domański

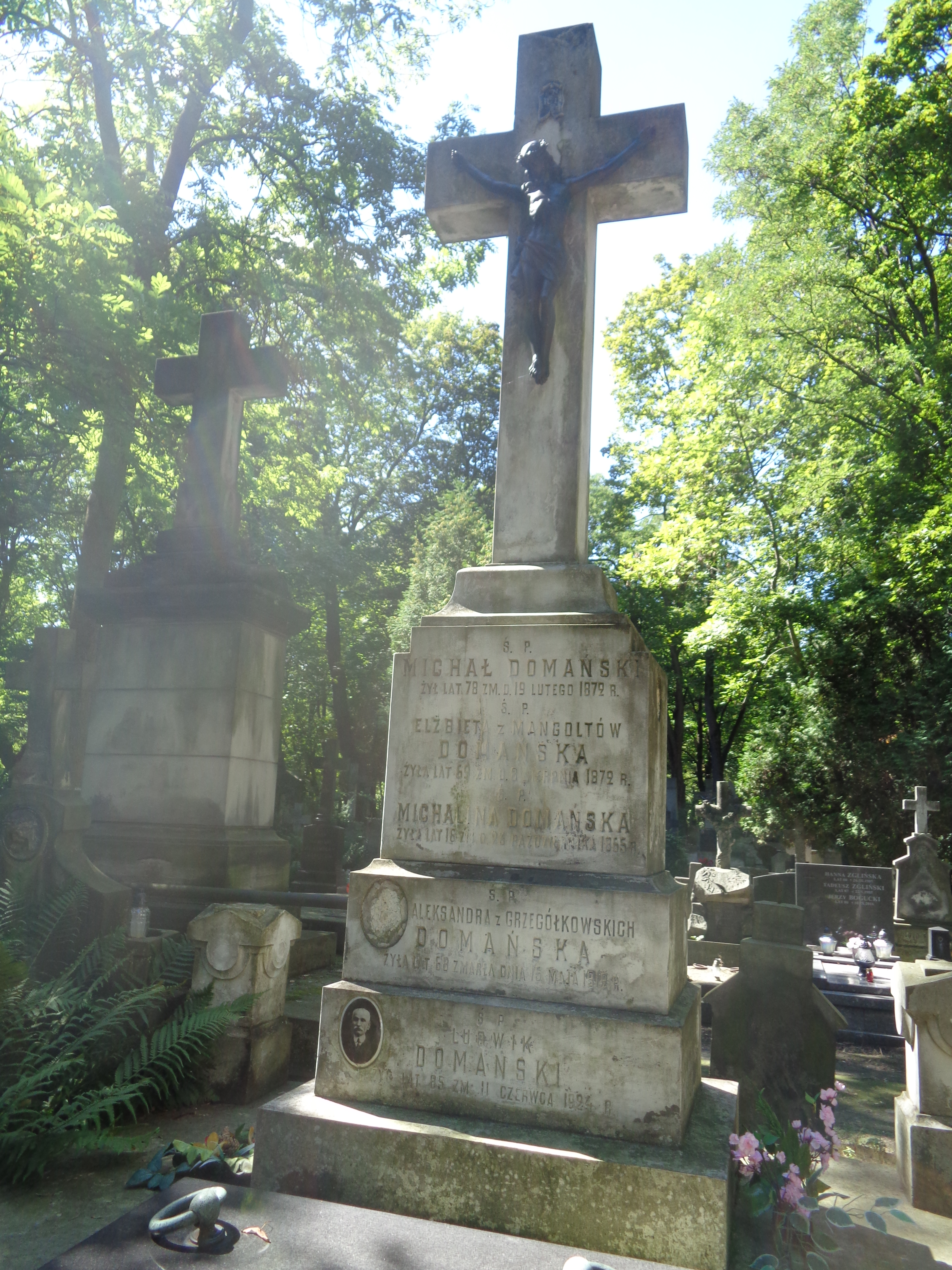
Nagrobek Ludwika Domańskiego na Cmentarzu Powązkowskim

Ludwik Domański (ur. 24 lipca 1877 w Warszawie, zm. 2 października 1952 tamże) – polski prawnik cywilista, wykładowca Wolnej Wszechnicy Polskiej i Uniwersytetu Łódzkiego, w latach 1936–1939 prezes Naczelnej Rady Adwokackiej.

## Życiorys
Ukończył II Gimnazjum w Warszawie i prawo na Cesarskim Uniwersytecie Warszawskim. Następnie odbył dwuletnią aplikację sądową w Sądzie Okręgowym w Warszawie i pracował jako pomocnik adwokata przysiężnego. W 1906 r. otworzył własną kancelarię adwokacką specjalizującą się w prawie cywilnym. Jako radca w Wydziale Prawnym Kolei Warszawsko-Wiedeńskiej nie został zmobilizowany do armii rosyjskiej w czasie I wojny światowej. W 1915 r. został ewakuowany do Moskwy. Pod koniec wojny przeniósł się do Piotrogrodu, gdzie pracował w Komisji Likwidacyjna do spraw Królestwa Polskiego.
W 1918 r. powrócił do Warszawy. Wznowił wówczas działalność swojej kancelarii adwokackiej i rozpoczął wykłady z prawa cywilnego w Wolnej Wszechnicy Polskiej. Został powołany w skład Komisji Kodyfikacyjnej, w której był współreferentem projektu Kodeksu zobowiązań. Od 1920 r. zasiadał w Warszawskiej Radzie Adwokackiej, zaś od 1924 – w Naczelnej Radzie Adwokackiej. W 1930 r. został skarbnikiem NRA, w 1931 – jej wiceprezesem. Od 1936 do 1939 r. sprawował funkcję prezesa NRA. Prowadził wykłady dla aplikantów adwokackich i komisji egzaminacyjnej dla aplikantów. 
Jako prezes Akcji Katolickiej w Polsce sprzeciwiał się wprowadzeniu świeckich rozwodów do prawa małżeńskiego. Polemizował w tej kwestii z prof. Karolem Lutostańskim. Na początku marca 1938 r. został wybrany członkiem komisji rewizyjnej Zjednoczenia Polskich Prawników Katolików.
W 1940 r. został skreślony przez okupantów hitlerowskich z listy adwokatów za sprzeciw przeciw pozbawieniu prawa wykonywania zawodu adwokatów pochodzenia żydowskiego. Zmusiło go to do podjęcia pracy w kancelarii notarialnej Stanisława Małachowskiego-Łempickiego. Od 17 kwietnia do 21 maja 1940 r. był więziony na warszawskim Pawiaku. Po II wojnie światowej otworzył kancelarię adwokacką w Łodzi i wykładał prawo cywilne na Wydziale Prawa Uniwersytetu Łódzkiego. W 1950 r. bez podania przyczyny został skreślony z listy wykładowców.
Ostatnie lata życia spędził w Warszawie. Spoczywa na cmentarzu Powązkowskim w Warszawie (kwatera M, rząd 5, grób 9/10).

## Ważniejsze publikacje
- O prawie własności nieruchomości hipotekowanych (1931)
- O prawie małżeńskim (1931)
- Instytucje kodeksu zobowiązań: komentarz teoretyczno-praktyczny: część ogólna [T. 1 – T. 2] (Marjan Ginter – Księgarnia Wydawnictw Prawniczych, Warszawa 1936)